# 假木荷属
假木荷属（学名：Craibiodendron），也称金叶子属，是杜鹃花科下的一个属，为灌木至小乔木植物。该属共有约7种，分布于东南亚。